# MKS MDK Trzcianka
MKS MDK Trzcianka – polski klub sportowy z siedzibą w Trzciance, założony w 1990, wielosekcyjny: szachy, żeglarstwo i piłka siatkowa. W sezonie 2007/08 siatkarze występowali w II lidze.